# フェッラーリ (ワイン)
フェッラーリ（Ferrari）は、イタリア、トレンティーノ＝アルト・アディジェ州トレント県に本社を置くワイナリーである。

## 概要
フェッラーリのスプマンテは、発売以来国境を越えて世界の5つの大陸に輸出されている。スプマンテ事業の参入がもっとも難しいとされるフランスでも愛飲されているきわめて稀なスプマンテである。パリの有名なナイトスポットである「リド」で、シャンパンリストの中に載っている唯一のスプマンテで、イタリアの大統領官邸をはじめ、国外のイタリア大使館の公式晩餐会の食卓でも必ず提供される。世界のリーダーたちが集まる食卓で提供される名品とされる。
日本には1999年から日欧商事により輸入されている。

## 歴史

### 設立
1902年設立。創業者ジュリオ・フェッラーリはトレントで生まれ、フランスでブドウ栽培を学んだ。フランスのシャンパーニュ地方と故郷トレントの気候、土壌などの類似点に着眼し、トレントでのスプマンテ造りがスタートした。当時まだイタリアでも数少ない生産者のみが行っていた、手間と時間が必要なメトド・クラッシコ製法を採用し、その品質は次第にイタリア内外に知られることになり、イタリアのスプマンテを代表するワイナリーへと成功していった。

### 現在
1952年、現在のオーナーであるルネッリ・ファミリーに引き継がれた。当主ブルーノ・ルネッリの3人の息子たちフランコ、ジーノ、マウロは、スプマンテ造りを自らの天命と信じたジュリオ・フェッラーリの製品造りの信条を充分に理解し、維持、発展させていくことになる。トレンティーノの優れたぶどう畑からとれる高品質なぶどうと、古い製法のルールに厳格なほどに忠実なこと。それがジュリオ・フェッラーリの信条だった。ルネッリ・ファミリーが製品づくりのうえでもっとも大切にしていること、それは彼らが造りだす製品が「常に最高の品質を誇る」こと、そして 「トレントの土地への忠実な信頼」である。その価値観に従って造りだされる「フェッラーリスプマンテ」は、今ではイタリアを代表する伝説的な製品となっている。
2021年より、自動車レースのフォーミュラ1（F1）において、表彰式・シャンパンファイトで使用される公式スパークリングワインとして契約を結んだことを発表した。契約期間は3年間。

## ワインリスト

### 辛口
（五十音順）
- ジュリオ・フェッラーリ・リゼルヴァ・デル・フォンダトーレ
- フェッラーリ・ペルレ・ネロ
- フェッラーリ・ペルレ・ミレジム
- フェッラーリ・ペルレ・ロゼ・ミレジム
- フェッラーリ・ブリュット
- フェッラーリ・ロゼ
- フェッラーリ・リゼルヴァ・ルネッリ

### 甘口
- フェッラーリ・ドゥミ・セック

### レストラン専用アイテム
- フェッラーリ・マキシマム・ブリュット
- フェッラーリ・マキシマム・ロゼ

## フェッラーリ・ライフスタイル・クラブ
フェッラーリを通して、魅力的なイタリアン・ライフスタイルを演出することをコンセプトとしたレストランが加盟するクラブ。メンバーには様々な特典が用意されている。クラブにエントリーする上での約束はフェッラーリのスプマンテのいずれかを「バイ・ザ・グラス」にてサービスしてフェッラーリの魅力を紹介すること。問い合わせ先は日欧商事。

### 公式
- 公式ウェブサイト（英語・イタリア語）
- 公式Facebook（イタリア語）
- 公式YouTube（英語）

### 輸入元
- 日欧商事公式ウェブサイト
- 日欧商事公式レシピサイト